# Mausoleu de Francesc Aguilera i Tardà
El Mausoleu de Francesc Aguilera i Tardà és una obra neoclàssica de Castellolí (Anoia) inclosa a l'Inventari del Patrimoni Arquitectònic de Catalunya.

## Descripció
És de base rectangular, frontalment i a la part inferior mostra 3 nínxols a la part superior i 1 a l'inferior. A la part frontal superior veiem una estructura triangular decorada amb elements neoclàssics: fulles de geganta, volutes i copes. Com a coronament una creu.

## Història
Aquesta família Agulera era, possiblement, molt important, molts llocs de la zona porten el seu nom.